# آندرس پالوپ
آندرس پالوپ (اسپانیایی: Andrés Palop‎؛ زادهٔ ۲۲ اکتبر ۱۹۷۳) یک بازیکن فوتبال سابق، و سرمربی فوتبال اهل اسپانیا است.
از باشگاه‌هایی که در آن بازی کرده‌است می‌توان به ویارئال، والنسیا، سویا و بایر ۰۴ لورکوزن اشاره کرد.